# Max Endres
Max Theodor Marquart Endres, född 3 april 1860 i Großhabersdorf, död 9 november 1940 i München, var en tysk skogsman.
Endres blev professor i Karlsruhe 1891 och var 1895–1930 professor i skogspolitik och skoglig ekonomi vid Münchens universitet. Han författade Die Leistungsfähigkeit der Forstwirtschaft (rektorstal, 1907), Handbuch der Forstpolitik mit besonderer Berücksichtigung der Gesetzgebung und Statistik (andra upplagan 1922) och hans mest kända arbete Lehrbuch der Waldwertrechnung und Forststatik (fjärde upplagan 1923).